# Sogliano al Rubicone
Sogliano al Rubicone es un municipio situado en el territorio de la provincia de Forlì-Cesena, en Emilia-Romaña (Italia).

## Demografía
| Gráfica de evolución demográfica de Sogliano al Rubicone entre 1861 y 2001 |
|                                                                            |
| Fuente ISTAT - elaboración gráfica de Wikipedia                            |